# Buzitka
Buzitka je obec na Slovensku v okrese Lučenec. Žije zde 453 obyvatel.

## Přírodní poměry
Obec leží ve východní části Lučenská kotliny a na severozápad od Fiľakova poblíž potoka Suchá. Převážně odlesněný zvlněný povrch katastru s vyvinutými terasami tvoří středotřetihorní jíly a pískovce, mladší tufitické písčité jíly a slepence pokryté převážně sprašemi. Patří do teplé, mírně suché oblasti s průměrnou roční teplotou 9 °C. Průměrný roční úhrn srážek 600-700 mm. Katastrální výměra činí 1380 ha. Patří do kukuřičné oblasti. Zemědělská plocha představuje 1131 ha, z čehož je 945 ha orné půdy. Nachází se v nadmořské výšce 205 m, v katastru se výška pohybuje mezi 184 a 339 m. Sousedí s obcemi Velké Dravce, Nitra nad Ipľom, Prša a Šávoľ. Od okresního města je vzdálena 13 km.
Terén je někde mírný, někde více svažitý, jehož základní horninu tvoří trachyt a bazalt. Půdní pokrývka je nehluboká vrstva humusu, což dává možnost pěstování listnatých dřevin. Proto se zde daří dubu, ceru, habru, buku, javoru, akátu, bříze a osice. Z křovin se daří lísce, jeřábu ptačímu, trnky obecné, ostružině křovité aj. Nedaří se zde borovici ani jiným jehličnatým stromům. Procentuální zastoupení dřevin je následující: dub 34%, cer 23%, habr 32%, buk 5%, borovice 6%.

## Meziválečný vývoj
Po rozpadu rakousko-uherské monarchie patřila obec Prša s pustinou Bozita do Československé republiky, župy Novohradské, k notářskému úřadu Šávoľ.
Území dnešní obce tvořilo jeden z velkostatků knížete Coburga, který zde vybudoval čtyři hospodářské usedlosti – na osadě Bozita (Žáčkov, Šubíkov a Blažejov dvor), na osadě Széplak, celá nynější osada Ipeľka a část osady Dóra. Tyto dvory se staly základem osad, z nichž nejvíce rozkvetla osada Bozita.
V roce 1925 se přikročilo k výstavbě kolonie. Při stavbách Coburga se vybudovalo celkem 13 zemědělských usedlostí, v nichž byl byt, maštal a samostatná stodola. Budovala se zcela nová osada – Nový Sad, kde bylo postaveno 16 hospodářských usedlostí.
Usnesením č. 5 Okresního úřadu v Lučenci, ze dne 5.6.1934 č. 1527/1934 prez., bylo navrženo, aby žádosti kolonie Bozita ohledně osamostatnění se, potažmo přetvoření se na samostatnou obec, bylo vyhověno pod tou podmínkou, že přetvoření Bozity na samostatnou obec neodporuje zákonným podmínkám.
Do roku 1936 obec patřila do svazku s obcí Prša. Obec se osamostatnila jen na krátkou dobu, jelikož rozhodnutím, ke kterému došlo ve Vídni 2. listopadu 1938, bylo Slovensko přinuceno postoupit Maďarsku jižní území. Bozita tak byla na dobu více než 5 let přičleněna k Maďarsku. Obyvatelé obce se odstěhovali do Čech a na Moravu a na opuštěné majetky přicházejí občané z obcí Prša a Šávoľ.
K 1. lednu 1956 byl počet obyv. následující: Buzica 186, Nový Sad 84, Ipeľka 56, Dóra 107, Séplak 79, dohromady 512. Prša měla jen 292 obyvatel.

## Samostatná obec
Krajský národní výbor v Banské Bystrici na zasedání 14. prosince 1956 usnesením č. 25/56 - KNV usnesl podle §-u 4. odst.2 zák. čís. 13/1954 Sb., O národních výborech, odloučit osady Buzica, Nový Sad, Séplak, Ipeľka a Dóra od dosavadní mateřské obce Prša v okrese Fiľakovo a přičlenit osady ke katastru nově vytvořené obce Buzitka, okres Lučenec.
Volby do MNV osamostatněné obce se konaly v únoru. Do čela obce se dostal Štefan Kantor, tajemníkem se stal Štefan Gibala. Obec si dala za úkol opravit cesty v osadách Buzitka a Ipeľka, vybudovat hasičskou zbrojnici, oplotit místní hřbitov a zavést místní rozhlas. V roce 1960 se obec stala sídlem matričního obvodu pro obce Velké Dravce, Šávoľ, Prša a Fiľakovské Kováče. V následujícím roce nastaly změny ve vedení MNV. Do funkce nového předsedy MNV byl zvolen Štefan Vetrák. V oblasti rozvoje veřejně prospěšné činnosti v obci se pokračovalo v dokončení výstavby parku před pomníkem, kde bylo vysazeno 138 okrasných keřů a 170 okrasných růží. V areálu „hájek“ byly prováděny práce na jeho oplocení v délce 100 m a dokončeny byly betonářské práce na tanečním kruhu.
V roce 1962 se pokračovalo v rozestavěných pracích, zejména v úpravě místních komunikací v části obce. Ve finančním řízení byla vytvořena rezerva ve výši 50 000 Kčs. Tyto peníze byly využity na výstavbu šaten pro fotbalový oddíl, na pokračování oplocení kolem parku, na dokončení dětského hřiště s potřebným zařízením a na rozšíření veřejného osvětlení v parku i obci. Na MNV bylo uskutečněno celkem 32 sňatků a 3 vítání občánků.
V průběhu roku 1968 byla zahájena rekonstrukce a přístavba kulturního domu s předpokládaným nákladem 663 tisíc Kčs. Rekonstrukce a výstavba kulturního domu byla ukončena v roce 1971 a byla předána občanům do užívání. V průběhu roku 1973 se v obci rozšířila bytová výstavba. V následujícím roce byla zahájena výstavba mateřské školy.
9. prosince 1975 byla ukončena výstavba mateřské školy v Buzitce s kapacitou pro 30 dětí.
Na zasedání rady MNV 10. dubna 1979 bylo schváleno přejmenování místní části Széplak na Krásná.